# Lee Iacocca
Lee Iacocca (Allentown, Pennsylvania, 1924. október 15. – Bel Air, Kalifornia, 2019. július 2.) olasz származású amerikai üzletember.

## Fiatalkora
Olasz emigránsok gyermekeként született, Lido Anthony Iacocca néven.
A helyi középiskolában szerzett érettségit 1942-ben, ezután a közeli Lehigh Universityn gépészmérnöki tanulmányokat folytatott, majd a diploma megszerzése után a Princetoni Egyetemre járt ösztöndíjasként. Innen került a Fordhoz. Először mint gépészmérnök tevékenykedett, de mivel igazán a kereskedelem vonzotta, ezért hamar váltott erre a vonalra.
1956-ban vette el Mary McClearyt, akitől két gyermeke született, Kathryn és Lia. Felesége 1983-ban meghalt, utána még kétszer nősült, 1986-ban Peggy Johnsont, majd 1991-ben Darrien Earle-t vette el. Az előbbi házassága 9 hónapig, az utóbbi pedig 3 évig tartott.

## Karrier a Fordnál
1946-ban lépett be a Ford Motor Company-hez, mint mérnök, de gyorsan átment a kereskedelemhez, ahol nagy karriert futott be. Kezdetben területi képviselő volt, de a ranglétrát végigjárva 1970-től egészen 1978-ig a cég vezérigazgatója volt.

## Karrier a Chryslernél
1979-ben a Chrysler igazgatóságának elnöke és vezérigazgatója lett. A korábban rekordszintű veszteségeket elkönyvelő autóipari vállalat vezetésével kilábalt a válságból. A stratégiaváltás mellett jelentős költségcsökkentés (közte sokat idézett intézkedése, mellyel saját fizetését jelképes 1 dollárra csökkentette), s 1,2 milliárd dolláros kormányzati hitelgarancia segítette a cég talpra állását. 1983-ban már jelentős nyereséggel zárt a cég, s egy sikeres részvénykibocsátás után visszafizették a kormánygarantált hiteleket.
Iacocca 1992-ben nyugdíjba vonult. 2005-ben rövid időre visszatér a Chrysler reklámembereként.
Nyugdíjas éveiben alapítványai tevékenységében igen aktív.

## Könyvei
- An Autobiography, 1984, társszerző: William Novak
- Talking Straight, 1988, társszerző: Sonny Kleinfeld
- Where Have All the Leaders Gone?, 2007, társszerző: Catherine Whitney

### Magyarul
- Iacocca. Egy menedzser élete; közrem. William Novak, ford. Félix Pál; Gondolat, Bp., 1988
- Vezetőink, hol vagytok?; közrem. Catherine Whitney, ford. Gémesi Adrienn; Alinea, Bp., 2010

## Idézetek
"Én vagyok az egyetlen fickó ebben az országban, akinek elege van abból, ami történik? Hova a pokolba tűnt a harci kedvünk?
Torkunk szakadtából kellene tiltakoznunk. Van egy rakás fickónk, akik anélkül, hogy bármi elképzelésük lenne,
államunk hajóját éppen egy sziklaszirtnek kormányozzák, vállalati gaztevőink, akik kilopják még a szemünket is, sőt
még egy hurrikán után sem vagyunk képesek rendbe szedni a dolgokat, nemhogy hibrid autót építeni. De ahelyett, hogy
méregbe gurulnánk, mindenki csak ül, és a fejét csóválja, miközben a politikusok azt mondják: „Tartsuk az irányt!”.
Tartsuk az irányt? Biztos viccelnek. Ez Amerika, nem az istenverte Titanic. Adok egy jó tanácsot: Szabadulj meg a feleslegtől!" (Vezetőink, hol vagytok?, 2010, 15. oldal)